# Incadendron esseri
Genre
Espèce
Statut de conservation UICN

 VU  : Vulnérable
Incadendron esseri est une espèce de plantes à fleurs dicotylédones de la famille des Euphorbiaceae de la sous-famille des Euphorbioideae et de la tribu des Hippomaneae, originaire d'Amérique du Sud.
Cette espèce, nouvellement décrite en 2017, est la seule du genre Incadendron (genre monotypique).
C'est un arbre pouvant atteindre 26 m de haut, avec un tronc de 60 cm de diamètre, qui se rencontre dans les Andes tropicales, au Pérou et en Équateur, à des altitudes comprises entre 1 800 et 2 400 mètres. C'est une espèce classée à titre préliminaire comme « vulnérable » au regard des critères de l'UICN. On en connaît seulement dix stations réparties sur une surface inférieure à 2 000 km2.
Le nom générique, Incadendron, signifie « arbre des Incas ». L'épithète spécifique, esseri, est un hommage au botaniste allemand, Hans-Joachim Esser, spécialiste des Euphorbiaceae et en particulier de la tribu des Hippomaneae.